# ガブリ・ベイガ
ガブリエル・"ガブリ"・ベイガ・ノバス（Gabriel "Gabri" Veiga Novas、2002年5月27日 - ）は、スペイン・ガリシア州オ・ポリーニョ出身のサッカー選手。FCポルト所属。ポジションはMF。

## クラブ経歴
セルタ・デ・ビーゴのカンテラ出身。2020年9月19日、ラ・リーガのバレンシアCF戦にてトップチームデビューを果たした。
2023年1月11日、正式にトップチームへの昇格が決定し、背番号24番を着用する。昇格から約1ヶ月後の2月に入ってからはリーグ戦4試合で4得点2アシストという記録を残し、2月のリーグ月間MVPに選出された。
2023年8月26日、サウジ・プロフェッショナルリーグのアル・アハリ・サウジFCに移籍した。4000万ユーロの契約解除条項が発動された後の移籍となった。
2025年6月6日、FCポルトに移籍した。FCポルトは、保有権の90パーセントを1500万ユーロと最大400万ユーロのボーナスで取得した。契約期間は5年間で、契約解除金は6500万ユーロに設定された。背番号は当初17番となっていたが、7月13日のボルハ・サインス加入に伴って10番に変更された。

## タイトル

### クラブ
アル・アハリ・サウジ
- AFCチャンピオンズリーグエリート : 1回（2024-2025）

### 個人
- ラ・リーガ・ベストイレブン : 1回（2022-2023）
- ラ・リーガ月間最優秀選手賞 : 1回 (2023年2月)